# Parigi-Camembert 1989
La Parigi-Camembert 1989, cinquantesima edizione della corsa e valida come evento del circuito UCI categoria CB1.1, si svolse il 28 marzo 1989. Fu vinta dal tedesco Andreas Kappes, in 6h35'00".

## Ordine d'arrivo (Top 10)
| Pos. | Corridore        | Squadra            | Tempo    |
| ---- | ---------------- | ------------------ | -------- |
| 1    | Andreas Kappes   | Toshiba            | 6h35'00" |
| 2    | Sammie Moreels   | Lotto              | s.t.     |
| 3    | Pascal Dubois    | Fiat               | s.t.     |
| 4    | Luc Leblanc      | Histor-Sigma       | s.t.     |
| 5    | Frederic Garnier | Toshiba            | s.t.     |
| 6    | Jos Van Aert     | Hitachi            | s.t.     |
| 7    | Mauro Gianetti   | Helvetia-La Suisse | s.t.     |
| 8    | Robert Millar    | Z                  | s.t.     |
| 9    | Marc Madiot      | Toshiba            | s.t.     |
| 10   | Steve Bauer      | Helvetia-La Suisse | a 25"    |